# Atalaia do Campo
Atalaia do Campo é uma localidade portuguesa do município do Fundão que foi sede da extinta Freguesia de Atalaia do Campo, freguesia que tinha 11,51 km² de área e 546 habitantes (2011), e, portanto, uma densidade populacional de 45,4 hab/km².
A Freguesia de Atalaia do Campo foi extinta (agregada) em 2013, no âmbito de uma reforma administrativa nacional, para, em conjunto com a Freguesia de Póvoa de Atalaia, formar uma nova freguesia denominada União das Freguesias de Póvoa de Atalaia e Atalaia do Campo com a sede em Póvoa de Atalaia.
Foi vila e sede de concelho entre 1570 e o início do século XIX, quando foi integrada no município de Alpedrinha. Era também designada por Atalaia da Beira. Tinha apenas uma freguesia e, em 1801, 358 habitantes.

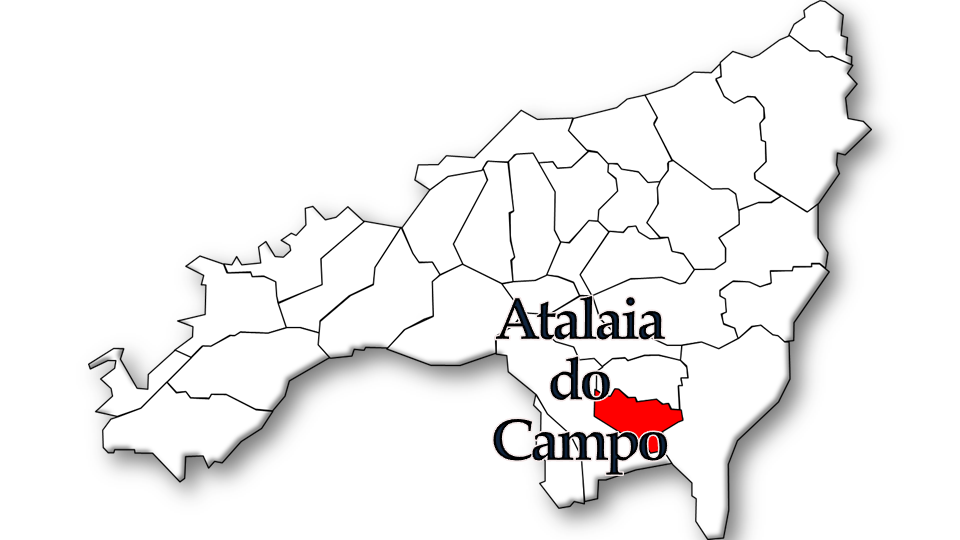
Localização no Município do Fundão

## População
| População da freguesia de Atalaia do Campo | População da freguesia de Atalaia do Campo | População da freguesia de Atalaia do Campo | População da freguesia de Atalaia do Campo | População da freguesia de Atalaia do Campo | População da freguesia de Atalaia do Campo | População da freguesia de Atalaia do Campo | População da freguesia de Atalaia do Campo | População da freguesia de Atalaia do Campo | População da freguesia de Atalaia do Campo | População da freguesia de Atalaia do Campo | População da freguesia de Atalaia do Campo | População da freguesia de Atalaia do Campo | População da freguesia de Atalaia do Campo | População da freguesia de Atalaia do Campo |
| ------------------------------------------ | ------------------------------------------ | ------------------------------------------ | ------------------------------------------ | ------------------------------------------ | ------------------------------------------ | ------------------------------------------ | ------------------------------------------ | ------------------------------------------ | ------------------------------------------ | ------------------------------------------ | ------------------------------------------ | ------------------------------------------ | ------------------------------------------ | ------------------------------------------ |
| 1864                                       | 1878                                       | 1890                                       | 1900                                       | 1911                                       | 1920                                       | 1930                                       | 1940                                       | 1950                                       | 1960                                       | 1970                                       | 1981                                       | 1991                                       | 2001                                       | 2011                                       |
| 460                                        | 535                                        | 593                                        | 662                                        | 902                                        | 1 064                                      | 1 129                                      | 1 218                                      | 1 353                                      | 1 358                                      | 891                                        | 811                                        | 733                                        | 645                                        | 546                                        |

## História
Embora a povoação de Atalaia do Campo remonte à época romana e tenha tido alguma importância militar na Idade Média, a sua carta de foral só foi concedida por D. Sebastião em 1570, datando de então o seu pelourinho. 

## Património
- Pelourinho de Atalaia do Campo [3]
- Igreja de S. João (matriz)
- Capela de Santo António
- Cruzeiro dos Inocentes
- Fonte dos Namorados
- Chafariz da Amoreira
- Ponte romana
- Sítio da Forca
- Vestígios do Castelo de Atalaia do Campo
- Amoreira (árvore de Interesse Público)[6]